# On Melancholy Hill
Singles de Gorillaz
Superfast Jellyfish
(2010) Rhinestone Eyes
(2010)
Pistes de Plastic Beach
Some Kind Of Nature Broken
On Melancholy Hill est le 3e single tiré du troisième album Plastic Beach du groupe anglais de rock alternatif Gorillaz. Considéré comme 2e single dans certains pays avant Superfast Jellyfish, il est sorti le 26 juillet 2010. Cependant, il est sorti après Superfast Jellyfish dans certains pays comme l'Australie.

## Tracklistings
CD Promo
1. On Melancholy Hill (version radio) 2:58
2. On Melancholy Hill (version album) 3:53
3. On Melancholy Hill (instrumentale) 3:53

CD Promo (Remixes)
1. On Melancholy Hill (Josh Wink Remix) 5:04
2. On Melancholy Hill (Josh Wink Dub) 7:41
3. On Melancholy Hill (The Japanese Popstars Remix) 7:35
4. On Melancholy Hill (She Is Danger Remix) 4:21
5. On Melancholy Hill (We Have Band Remix) 5:14

iTunes Digital
1. On Melancholy Hill (version album) 3:53
2. On Melancholy Hill (The Japanese Popstars Remix) 7:35
3. Stylo (Labrinth SNES Remix featuring Tinie Tempah) 4:12
4. On Melancholy Hill (vidéo) 4:21
5. On Melancholy Hill (animatique) 3:30
6. Welcome to the World of the Plastic Beach (Live Visuals) 3:36

## Clip
Le clip a été présenté dans le monde le 15 juin 2010 exclusivement sur iTunes, puis sur YouTube quelques jours plus tard. Si on s'en réfère aux aventures du groupe fictif, ce clip prend place après "Stylo" (où on voyait à la fin la Camaro de 2D, Murdoc et Cyborg Noodle sombrer dans l'océan puis se transformer en sous-marin)
Le clip débute sur un paquebot de croisière, le M. Harriet, attaqué par deux avions de guerre. Un employé vient avertir Noodle dans sa cabine et lui demande de venir. Mais elle prend une mitraillette Thompson avec chargeur camembert, monte sur le pont du bateau et tire en direction des deux avions. Elle réussit à en faire couler un. Mais le second avion lâche un engin explosif et le bateau coule. Noodle semble avoir coulé avec le bateau mais on la voit quelques secondes plus tard monter sur un canot de sauvetage et s'endormir.
A son réveil, elle retrouve Russel Hobbs, devenu géant après avoir absorbé des produits chimiques dans sa recherche de Plastic Beach, sous l'eau, en dessous du canot de sauvetage de Noodle. De leur côté, Murdoc, 2-D et Cyborg Noodle (qui avait disjoncté dans "Stylo" mais qui se réactive et crache un genre de poulpe cyclope avant de se tourner vers Stuart, ce qui effraie ce dernier) naviguent au fond de l'océan, d'abord seuls puis avec l'apparition d'une flotte de sous-marins. On retrouve dans ces sous-marins les collaborateurs de Gorillaz sur leur 3e album (De La Soul, Snoop Dogg, Lou Reed, Gruff Rhys, etc.). Ils remontent à la surface. Murdoc découvre le Boogieman qui est en train de caresser un lamantin (voire, il lui fait un massage). Murdoc ordonne à Cyborg Noodle de tirer sur le Boogieman mais ses balles se contentent de faire des trous dans la cape de la créature. Ce dernier plonge alors dans l'océan avec le lamantin. Le brouillard se dissipe et ils découvrent un îlot gigantesque (qui représente la pochette de l'album Plastic Beach).

### Apparitions dans le clip
- 0:12 - Noodle
- 1:18 - Murdoc
- 1:22 - 2D
- 1:23 - Cyborg Noodle
- 2:03 - Lou Reed
- 2:07 - Gruff Rhys
- 2:11 - Snoop Dogg
- 2:17 - Mick Jones et Paul Simonon, membres du groupe the Clash
- 2:33 - les méduses "Superfast" (en référence au morceau Superfast Jellyfish, autre single de l'album)
- 2:45 - De La Soul (de gauche à droite : Maseo, Dave et Posdnous)
- 3:16 - Russel Hobbs
- 3:39 - Boogieman